# Mike Franks
Michael "Mike" Franks (Estados Unidos, 23 de septiembre de 1963) es un atleta estadounidense retirado especializado en la prueba de 400 m, en la que consiguió ser medallista de plata en el Mundial de Helsinki de 1983 y medallista de bronce mundial en pista cubierta en 1987.

## Carrera deportiva
En el Campeonato Mundial de Atletismo de 1983 en los 400 metros obtuvo la medalla de plata con un tiempo de 45.22 segundos, tras el jamaicano Bert Cameron y superando a su compatriota Sunder Nix.
En el Campeonato Mundial de Atletismo en Pista Cubierta de 1987 ganó la medalla de bronce en los 400 metros, con un tiempo de 46.19 segundos, tras el también estadounidense Antonio McKay y el cubano Roberto Hernández (plata).